# Pawel Jakowlewitsch Salzman
Pawel Jakowlewitsch Salzman (russ. Павел Яковлевич Зальцман, wiss. Transliteration Pavel Jakovlevič Zal’cman; * 2. Januar 1912 in Kischinjow, Russisches Kaiserreich; † 20. Dezember 1985 in Alma-Ata, Kasachstan) war ein russischer Künstler und Schriftsteller.

## Leben
Pawel Salzman wurde als Kind des Offiziers Jakow Jakowlewitsch Salzman (1868–1941) und der Marija Nikolajewna Salzman, geb. Marija Samuilowna Ornstejn (1873–1942) geboren. Sein Vater war deutscher, seine Mutter jüdischer Herkunft. Die Familie zog bald darauf nach Odessa; nach 1917 wechselte sie infolge von Revolution und Bürgerkrieg häufig den Wohnort. 1925 ließen die Salzmans sich in Leningrad nieder.
Nach dem Schulbesuch arbeitete Salzman als Illustrator, als Praktikant im Filmstudio „Belgoskino“ und als Assistent des Ausstatters, später als Szenenbildner bei Lenfilm. Er wirkte bei Filmen von Regisseuren wie Georgi und Sergej Wassiljew, Ilja Trauberg und Eduard Ioganson mit und reiste für Filmaufnahmen in den Ural und den Pamir, nach Karelien, Transbaikalien, Zentralasien und auf die Krim. 
1935 heiratete Salzman seine ehemalige Klassenkameradin Rosa Salmanowna Magid, 1940 wurde die Tochter Jelena (Lotta) geboren. Während der Blockade Leningrads verhungerten seine beiden Eltern. Er selbst wurde mit seiner Familie  im Juli 1942 evakuiert und lebte seitdem in Alma-Ata. Dort arbeitete er für das Zentrale Vereinigte Filmstudio; als 1944 das Personal von Lenfilm und Mosfilm aus der Evakuierung zurückkehrte, blieb ihm das wegen seiner deutschen Nationalität von Vatersseite her verwehrt. Er wirkte weiter als Szenenbildner bei Kasachfilm, wurde allerdings von 1948 bis 1952 während Stalins antisemitischer Kampagne dort nicht beschäftigt. In dieser Zeit (und auch später noch) lehrte er Kunstgeschichte an unterschiedlichen Bildungseinrichtungen, darunter an der Universität Alma-Ata. Von 1955 bis zu seinem Tod 1985 war er Erster Szenenbildner bei Kasachfilm.

## Werk

### Künstlerische Tätigkeit
Pawel Salzman erhielt keine künstlerische Ausbildung, er interessierte sich aber früh für Kunst, zeichnete und malte. 1929 lernte er Pawel Filonow kennen, wurde zu seinem Schüler und trat der Gruppe „Meister der Analytischen Kunst“ bei. 1933 wurde er Mitglied des Leningrader Künstlerverbandes und nahm an Gruppenausstellungen teil. Unter anderem fertigte er mit weiteren Filonow-Schülern Illustrationen zu dem finnischen Epos Kalewala. In Leningrad schuf Salzman graphische Arbeiten, Aquarelle und Ölbilder: Stadtansichten, mehrfigurige Kompositionen, Porträts. In Alma-Ata setzte er seine künstlerische Tätigkeit fort, zunächst unter großen Schwierigkeiten (Wohnsituation, Finanzen, Arbeitsmaterial etc.); Schwerpunkte seines Schaffens waren Darstellungen jüdischer Siedlungen in der Ostukraine und Porträt- und Gruppenstudien auf der Basis kasachischer Motive. Zur Zeit des „Tauwetters“ findet er offizielle Anerkennung; das Russische Museum, die Tretjakow-Galerie, das Museum der Kunst der Orientvölker kaufen Werke an.
Ende der Siebziger und Anfang der achtziger Jahre schuf Salzman auch Wandbilder für Gebäude von Kasachfilm. 
Zu Lebzeiten wurden Werke des Künstlers vor allem in Alma-Ata gezeigt, einzelne Arbeiten waren in Moskau, Leningrad und Kiew zu sehen. In den 1990er und 2000er Jahren fanden Einzelausstellungen in Moskau (Tretjakow-Galerie, Jüdisches Kulturzentrum, Galerie G.O.S.T. u. a.), St. Petersburg (Dostojewski-Museum u. a.) und Jerusalem (Haus der Kunst u. a.) statt, 1998 gab es eine kleine Ausstellung in Blankenheim (Eifel). 2012 erinnerte eine große Werkschau in Alma-Ata an den 100. Geburtstag des Künstlers.

### Literarische Tätigkeit
Pawel Salzman begann in den 1930er Jahren regelmäßig zu schreiben, er verfasste Gedichte, Erzählungen, zwei Romane und ein Drama und führte jahrelang Tagebuch. Von großer Bedeutung für seine Entwicklung zum Schriftsteller war die Gruppe OBERIU („Vereinigung realer Kunst“), deren Lesungen er besuchte. Salzman hatte Kontakt zu Daniil Charms, Alexander Wwedenski und Nikolai Olejnikow. Außerdem kannte und liebte er die polnischen Klassiker und die deutsche Romantik; Heinrich von Kleists „Käthchen von Heilbronn“ übersetzte er aus dem Deutschen.
Salzmans Lyrik thematisiert unter anderem die Zeit der Leningrader Blockade, den Hunger, die Angst, den Tod. Jenseits aller literarischen Traditionen versucht der Autor, den Schrecken in drastischen, bisweilen blasphemischen, klangvollen Versen mit starken Bildern zu bannen.
Der Roman Die Welpen wurde in den 1930er bis 1950er Jahren verfasst und in den frühen 1980er Jahren überarbeitet. In dynamischer Sprache und unter Einbeziehung filmischer Mittel werden die Erfahrungen von Gewalt, Hunger, Kälte, Terror und Unbehaustheit thematisiert, denen die Menschen im Bürgerkrieg ausgesetzt waren. Pawel Salzman setzt Strategien der russischen und europäischen Moderne ein (Welimir Chlebnikow, Daniil Charms; Alfred Döblin, Franz Kafka) und verknüpft sie zu einem Textgebilde von großer Eindringlichkeit.
In seinem zweiten Roman, „Mittelasien im Mittelalter“, verarbeitet Salzman seine Reisen durch Tadschikistan, Usbekistan und Kirgisien zu einem ebenso märchenhaften wie brutalen Abenteuerroman, schonungslos in der Darstellung menschlicher Gier und Gewalttätigkeit, der sich trotz seiner angeblichen Exotik als Sittenbild der sowjetischen 1930er und 1940er Jahre lesen lässt. 
Pawel Salzman hat zeit seines Lebens nicht an eine Publikation seiner Texte gedacht. Um seinen literarischen Nachlass kümmert sich seine Tochter Jelena Salzman mit ihrer Familie. Seit 2003 sind in Russland drei Bände mit Kurzprosa, dem Roman Die Welpen und Lyrik erschienen. In Vorbereitung ist die Publikation der Tagebücher sowie des Romans Mittelasien im Mittelalter und der Orientalischen Erzählungen.

### Nachlass
Salzmans privater Nachlass wird im Archiv der Forschungsstelle Osteuropa an der Universität Bremen aufbewahrt. Der Teil-Nachlass beinhaltet Tagebücher, Notizen und Korrespondenzen.

## Übersetzte Werke
- Die Welpen. Roman. Aus dem Russischen von Christiane Körner. Mit Nachworten von Oleg Jurjew und Christiane Körner. Matthes & Seitz Berlin, 2016. ISBN 978-3-95757-330-8
- Erinnerungen an die Blockade (Mai 1941 – Februar 1942). Aus dem Russischen von Christiane Körner. Friedenauer Presse, 2022. ISBN 978-3-7518-0623-7

## Katalog auf Deutsch
- Pawel Zaltsman. Katalog der Ausstellung im «Maison des Vaches», Blankenheim. Januar 1998, Text von A. Zienicke. [Gestaltung IZBA-Verlag 1998]